# Don Marshall
Don Marshall (San Diego, 2 maggio 1936 – Los Angeles, 30 ottobre 2016) è stato un attore, doppiatore e regista statunitense.

## Biografia
Nato da Alama Marashall, visse con sua madre, la nonna materna, Leola Williams, le sue sorelle maggiori e il fratello gemello Douglas. Nel 1954 si diplomò alla San Diego High School. Mentre studiava ingegneria, tra il 1956 e il 1957, venne incoraggiato da un amico a fare l'attore. Marshall, in quel periodo, era ancora sotto le armi, ma successivamente studiò cinema al Bob Gist Dramatic Workshop, e quindi studiò teatro al Los Angeles City College. Mentre studiava all'università, si dedicò al salto con l'asta nella squadra del suo ateneo.
Il suo primo ruolo da professionista fu un cameo non accreditato nel film The Interns del 1962. Nel 1964 ebbe una piccola parte in Shock Treatment, anche questa non accreditata. Nello stesso anno interpretò il ruolo di Chris Logan, antagonista di Nichelle Nichols, nell'episodio Great Gettin' Up Mornin', un film per la televisione su una famiglia afroamericana che preparava i propri figli al loro primo giorno in una scuola razzialmente integrata nel sud degli Stati Uniti. Nello stesso anno, la Nichols interpretò il ruolo della fidanzata di Marshall in un controverso episodio della serie The Lieutenant. Nel 1965, Marshall interpretò il ruolo di un pilota nella serie Premiere e nel 1966 quello di Luke in Daktari.
Alla fine degli anni 1960 apparve nella serie Star Trek nel ruolo del tenente Boma nell'episodio "The Galileo Seven" (1967). Altre sue interpretazioni in Tarzan, Dragnet e Ironside. Nel 1968 prese parte a Julia, una serie su una vedeva afroamericana che alleva suo figlio da sola.
Dopo la sua apparizione in Premiere, nell'episodio "Braddock", ottenne un ruolo in Land of the Giants, recitando con Gary Conway, Don Matheson, Kurt Kasznar, Stefan Arngrim, Deanna Lund e Heather Young. La serie, creata da Irwin Allen, vedeva Marshall nel ruolo primario di un afroamericano. Questa fu anche la prima volta che un maschio afroamericano, negli anni '60, appariva in modo così prominente in una serie di fantascienza. Gli unici altri attori afroamericani ad occupare una tale posizione, negli anni '60, furono Nichelle Nichols, nota per il suo ruolo del tenente Uhura nella serie TV Star Trek e Greg Morris come esperto di elettronica in Mission: Impossible.
Sul set, gli attori dovevano eseguire molte acrobazie e l'atletismo di Marshall fu per lui un vantaggio, usufruendo della sua precedente attività nel calcio, corsa e salto con l'asta. In uno degli episodi di "Ghost Town", mentre si tuffava su un fuoco, si slogò la spalla. Un altro episodio, in "Giants and All That Jazz", che presentava l'ex campione del mondo di pugilato Sugar Ray Robinson nel ruolo di Biff Bowers e Mike Mazurki in quello di Loach, nel quale Marshall doveva insegnare a Biff Bowers come suonare la tromba, fu considerato dallo stesso Marshall come uno dei suoi ruoli preferiti dove gli era più facile agire piuttosto che seguire o capire quale dialogo usare. Disse anche che gli attori si trovarono meglio sul set quando non c'era Irwin Allen, poiché in sua presenza la gente si irrigidiva..
Negli anni successivi scrisse una sceneggiatura per Escape from a Giant Land. Sperava che sarebbe stata una produzione per il grande schermo e che includesse il maggior numero possibile di membri del cast originale.
Nel 1971 Marshall ebbe un ruolo in The Reluctant Heroes un film diretto da Robert Day. Era un film sulla guerra di Corea nel quale un manipolo di uomini, comandati da un tenente di prima nomina, rimasero intrappolati su una collina circondata dal nemico. Il soldato Carver LeMoyne, da lui interpretato, era oggetto di continui abusi razziali da parte del caporale Leroy Sprague (Warren Oates). Al film partecipavano Ken Berry, Jim Hutton, Ralph Meeker, Cameron Mitchell e Trini Lopez.
Negli anni 1980 apparve occasionalmente in alcuni ruoli minori e dopo il ritiro dall'attività di attore creò la societò di produzione DJM Productions, Inc., che realizzò spot pubblicitari e documentari..

## Filmografia parziale

### Cinema
- Elettroshock (Shock Treatment), regia di Denis Sanders (1964)
- Il sergente Ryker (Sergeant Ryker), regia di Buzz Kulik (1968)
- La pelle che scotta (The Interns), regia di David Swift (1972)
- The Thing with Two Heads (1972)
- Terminal Island - L'Isola dei Dannati (1973)
- Uptown Saturday Night, regia di Sidney Poitier (1974)
- Hugo the Hippo (1975)

### Televisione
- The Crisis (Kraft Suspense Theatre) – serie TV (1963)
- Alfred Hitchcock presenta (Alfred Hitchcock Presents) – serie TV (1963)
- CBS Repertoire Workshop – serie TV (1964)
- The Lieutenant – serie TV, episodio 1x21 (1964)
- Gli uomini della prateria (Rawhide) – serie TV (1964)
- L'ora di Hitchcock (The Alfred Hitchcock Hour) – serie TV (1964)
- Polvere di stelle (Bob Hope Presents the Chrysler Theatre) – serie TV (1964)
- Gli inafferrabili (The Rogues) – serie TV (1965)
- Ben Casey – serie TV (1965)
- Daktari – serie TV, episodi 1x02-1x03-1x05 (1966)
- Missione impossibile (Mission: Impossible) – serie TV (1966)
- Twelve O'Clock High – serie TV (1966)
- Star Trek – serie TV, episodio 1x16 (1967)
- Mr. Terrific – serie TV, un episodio (1967)
- Tarzan – serie TV, un episodio (1967)
- Ironside – serie TV (1967)
- Premiere – serie TV (1968)
- Dragnet – serie TV (1968)
- Giulia (Julia) – serie TV, 4 episodi (1968-1970)
- La terra dei giganti (Land of the Giants) – serie TV, 51 episodi (1968)
- Vita da strega (Bewitched) – serie TV, un episodio (1970)
- The Reluctant Heroes – serie TV, un episodio (1971)
- Sulle strade della California (Police Story) – serie TV, 2 episodi (1974-1975)
- Good Times – serie TV, un episodio (1976)
- La donna bionica (The Bionic Woman) – serie TV (1976)
- Rich Man, Poor Man Book II – miniserie TV (1976)
- Benny and Barney: Las Vegas Undercover (1977)
- Nel tunnel dei misteri con Nancy Drew e gli Hardy Boys (The Hardy Boys/Nancy Drew Mysteries) – serie TV (1977)
- L'incredibile Hulk (The Incredible Hulk) – serie TV, episodi 1x08-2x16-3x20 (1978-1980)
- Rescue from Gilligan's Island (1978)
- The Suicide's Wife (1979)
- Buck Rogers (Buck Rogers in the 25th Century) – serie TV, un episodio (1979)
- La casa nella prateria (Little House on the Prairie) – serie TV, episodio 8x04 (1981)
- Capitol – serie TV (1984)
- Detective per amore (Finder of Lost Loves) – serie TV, un episodio (1984)
- Highway Heartbreaker (1992)
- Pioneers of Television (2011)

## Doppiatori italiani
Nelle versioni in italiano delle opere in cui ha recitato, Don Marshall è stato doppiato da:
- Massimo Rossi in Star Trek
- Maurizio Trombini in La terra dei giganti
- Andrea Lala in La casa nella prateria